# Episodi di Suits (nona stagione)
La nona e ultima stagione della serie televisiva Suits è stata ordinata il 23 gennaio 2019 per la rete USA Network e trasmessa dal 17 luglio al 25 settembre 2019. In contemporanea alla stagione è stato trasmesso lo spin-off Pearson, cancellato dopo solo una stagione.
In Italia è stata trasmessa dal 6 gennaio al 9 marzo 2020 sul canale Premium Stories.
| nº | Titolo originale     | Titolo in italiano         | Prima TV USA      | Prima TV Italia  |
| -- | -------------------- | -------------------------- | ----------------- | ---------------- |
| 1  | Everything's Changed | Tutto è cambiato           | 17 luglio 2019    | 6 gennaio 2020   |
| 2  | Special Master       | Rappresentante giudiziario | 24 luglio 2019    | 13 gennaio 2020  |
| 3  | Windmills            | Mulini a vento             | 31 luglio 2019    | 20 gennaio 2020  |
| 4  | Cairo                | Cairo                      | 7 agosto 2019     | 27 gennaio 2020  |
| 5  | If the Shoe Fits     | Se la scarpetta calza      | 14 agosto 2019    | 3 febbraio 2020  |
| 6  | Whatever It Takes    | A qualunque costo          | 21 agosto 2019    | 10 febbraio 2020 |
| 7  | Scenic Route         | Strada panoramica          | 4 settembre 2019  | 17 febbraio 2020 |
| 8  | Prisoner's Dilemma   | Il dilemma del prigioniero | 11 settembre 2019 | 24 febbraio 2020 |
| 9  | Thunder Away         | La sfuriata                | 18 settembre 2019 | 2 marzo 2020     |
| 10 | One Last Con         | Un ultimo raggiro          | 25 settembre 2019 | 9 marzo 2020     |